# オンドル

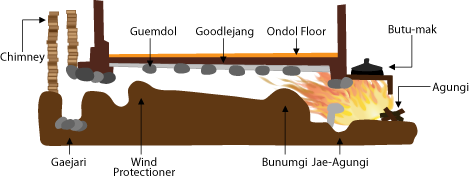
オンドルの原理を説明したイラスト。台所の竈の煙を居室の床下に導き、部屋を暖める

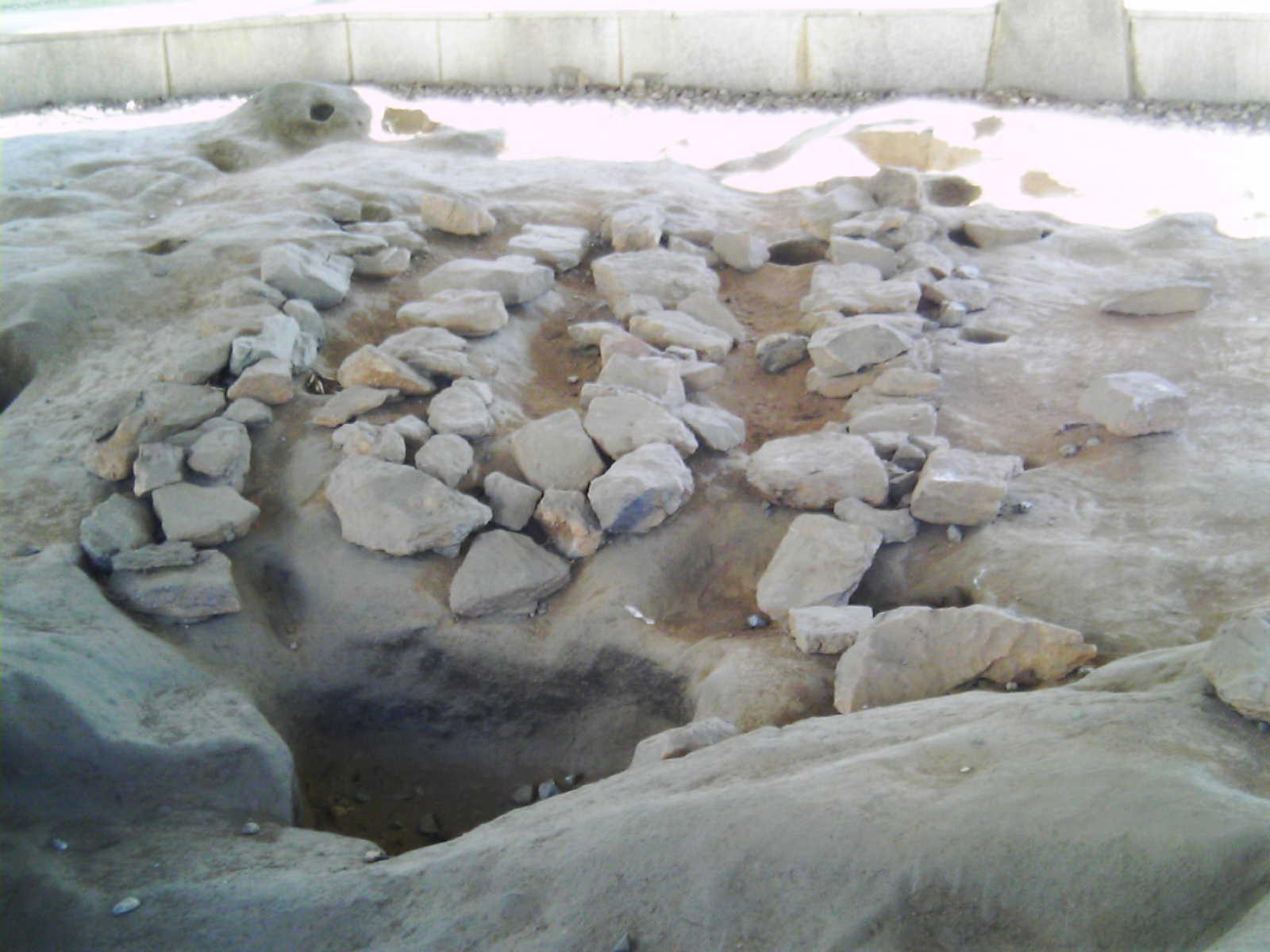
百済時代のオンドル遺跡

オンドル（朝: 온돌）または温突（溫堗、おんとつ）は、朝鮮半島全体、中国東北部の一部にみられる暖房装置。かまどや炉から出される燃焼ガスを、居室の床下に設けた煙道に通して、床全体を暖める。
朝鮮半島では、クドゥル（구들）ともいう。中国東北部では炕（カン）または炕床などという。

## 概要

### 歴史
起源
オンドル（温突）は、現在の北朝鮮にあたる地域の考古学的遺跡から発見されている。新石器時代、紀元前5000年頃にさかのぼる現在の羅先市先鋒区で発掘された住居跡（움집）には、明確なクドゥル（구들）の痕跡が見られる。
初期のオンドルは、住居と調理の両方を暖めるための「クドゥル」として始まった。夕食の米を炊くために炉に火を入れると、煙道の入り口が炉の横にあるため、炎が水平に広がる。この仕組みにより、煙が上昇して炎がすぐに消えるのを防いだ。煙道を通過する炎は、煙とともに通路のネットワークを誘導され、部屋全体を温めるオンドル床の部屋が作られた。
語源
「クドゥル（구들）」という用語は朝鮮固有の言葉であり、韓国の民俗学者である孫晋泰（손진태、1900年 - 1950-53年の朝鮮戦争中行方不明）によれば、「クドゥル」は「暖かい石」を意味する「クウンドル（구운-돌）」に由来し、その発音が「クドル（구돌）」または「クドゥル」に変化したとされている。
「オンドル（温突）」という言葉は漢字語であり、19世紀末に導入された。別名として、「장갱（長坑）」「화갱（火坑）」「난돌（暖突）」「연돌（烟突）」などがある。
旧石器時代から新石器時代
オンドルを長期間使用していたとされる最初の遺跡には、北朝鮮・咸鏡北道会寧のオドン遺跡や、紀元前5000年頃の新石器時代の住居跡と推定される雄基郡のグルポ港遺跡が含まれる。そこではオンドルの明確な痕跡が発見されている。
青銅器時代
その後、青銅器時代から三国時代にかけて、原始的な暖房方法から発展したと考えられ、朝鮮半島で2000年以上受け継がれてきたと推定されている。
三国時代
オンドルは、4世紀頃の黄海道にある高句麗の安岳第3号墳墓の壁画にも描かれており、高句麗でもオンドルが使用されていた証拠となっている。
高麗から朝鮮時代
高麗時代末期から、部屋全体を暖める現在のオンドルの形が登場した。主に富裕層が使用し、病人や高齢者向けの部屋で使われることが多かったため、制作や管理、燃料消費の観点で贅沢な暖房システムと見なされた。
李氏朝鮮時代には、オンドルは部屋内の席の階層秩序を確立するためにも使用された。例えば、炉に近い「低い席」が「上座」とされた。また、朝鮮王朝実録には、病気の成均館の学生のためにオンドル部屋を作った記録が残されている。その後、16世紀には一般的に普及し、庶民のわらぶき屋根の家にも広がった。
現代
伝統的なオンドルは一度温めると長時間暖かさが持続するが、燃料消費量が多く、大量の薪を確保する必要があった。このため、朝鮮王朝後期から1950年代から1960年代にかけて、朝鮮半島の森林破壊に大きな影響を与えた。1960年代からは、クドゥルジャン（石板）をそのまま残し、燃料を薪から練炭に切り替えたが、不完全燃焼による一酸化炭素中毒事故が多発した。1962年以降、これらの課題を解決し、効率性を向上させるために、オンドル方式を活用した温水ボイラーが開発され、一酸化炭素中毒のリスクが低減された。

### 方法
本来の形式は台所の竈で煮炊きしたときに発生する煙を居住空間の床下に通し、床を暖めることによって部屋全体をも暖める設備。火災の危険を避けるためオンドルを備えた家の土台はすべてクドゥルジャン（구들장）という板石を用いて築き、部屋の床は石板の上を漆喰で塗り固め、その上に油をしみこませた厚紙を貼る。朝鮮半島においてはすでに三国時代から使用の痕跡が見られ、飛鳥時代の日本に渡来した高句麗や百済出身者もオンドルを備えた家に住んでいたらしい。しかしこの暖房方法は燃料の消費量が多く、湿気が多い地域には向かないことから日本では普及しないまま廃れてしまう。
台所で調理する際の排気を利用した暖房システムだが、炊事を行わない時も暖房用として竈に火を常時入れておく。台所が無い別棟には、暖房目的での焚口を作る。また、暖房の必要が無い夏季はオンドルに繋がらない夏専用の竈を炊事に使用する。しかし床下の殺菌、殺虫目的で半月に一度ほどオンドルに火を入れることもあった。
かつては薪、わらなどを燃料としたが、大量の燃料を使うオンドルは朝鮮半島の森林破壊（はげ山）の元凶となった。韓国では人口増加とともに薪でオンドルの燃料を賄うのが不可能になり、1960年代までには練炭を燃料としたオンドルが主流となった。しかし不完全燃焼により一酸化炭素が床のひび割れや隙間から室内に流入し、一酸化炭素中毒を引き起こす事故が頻発したため、次述「現代のオンドル」に取って代わられることとなる。

### 現代
現在、特に韓国では中高層アパートの普及に伴い、旧来の方式でのオンドル暖房が構造・安全面から不可能になったため、温水床暖房が一般的に使用されており、「オンドル」といえば温水床暖房の事を指すことが多い。古くからある建物では温水床暖房ではない本来の形のオンドルが残っているが、その燃料は練炭から灯油に切り替わっているものが主流になっており、最近ではガスオンドルや電気オンドルを使用している家庭もある。

## オンドルと住宅構造
冷涼乾燥気候の朝鮮半島では住宅へのオンドル設置は常識であった。同時にオンドルの設置と使用により、生活様式はさまざまな影響を受け、変革された。竈の火で床下を暖めるという構造上、2階以上の床下を暖めることはできない。そのため朝鮮半島では平屋の建築が主流となった。床下に煙が流れ込みやすいよう、竈がある釜屋（プオク・台所）は居室より低い半地下式に作られ、台所の天井裏には高低差を生かして「タラク」という納戸が設けられた。若い嫁が一人で泣けるのは、このタラクの中だけだったという。オンドルで温められる部屋は焚口=台所に近い場所ほど暖かいため、台所に近い場所が上座とされた。熱く乾燥した床に接して木材が狂わないよう、家具は「足つき」のものが主流となった。また、床のぬくもりが人体に伝わりやすいように蒲団や座布団は薄く作られた。
日本列島も朝鮮半島も夏は暑く冬は寒い四季の明瞭な気候だが、寒暖の期間と湿気の有無が異なる。このため日本と朝鮮半島の民家は一見すると似ているようだが、細部では違いがある。近世以降の日本の民家の多くが無暖房住宅（囲炉裏、こたつなどの採暖器具のみ）であり、大きな窓や縁側を設け、部屋も襖や障子を取り払えば風通しの良い大空間が得られるなど、高温多湿の気候に即した造りだった。かたや朝鮮半島の民家の多く、特に北部地域はオンドルを用いて暖房し、窓や出入口を極力小さくして冷気の侵入を防ぐなど、寒冷で乾燥した冬の気候に最適化した閉鎖的な造りになった。ただし、ある程度温暖な朝鮮半島中南部では、民家には縁側（툇마루・トェンマル）や大庁（대청・テチョン）という板張りの空間があり、夏の気候に対応した開放的な造りになっている。

## その他のオンドル
日本の温泉地で、地熱の直接利用や温泉の蒸気を床下に通すことで床下暖房形式にしたものを「オンドル」と呼び、湯治に利用しているケースがある。地熱の直接利用タイプでは、地熱により暖かい地面に直接ゴザを敷いただけ等の簡易な家屋を「オンドル小屋」と呼んでいるケースもある。

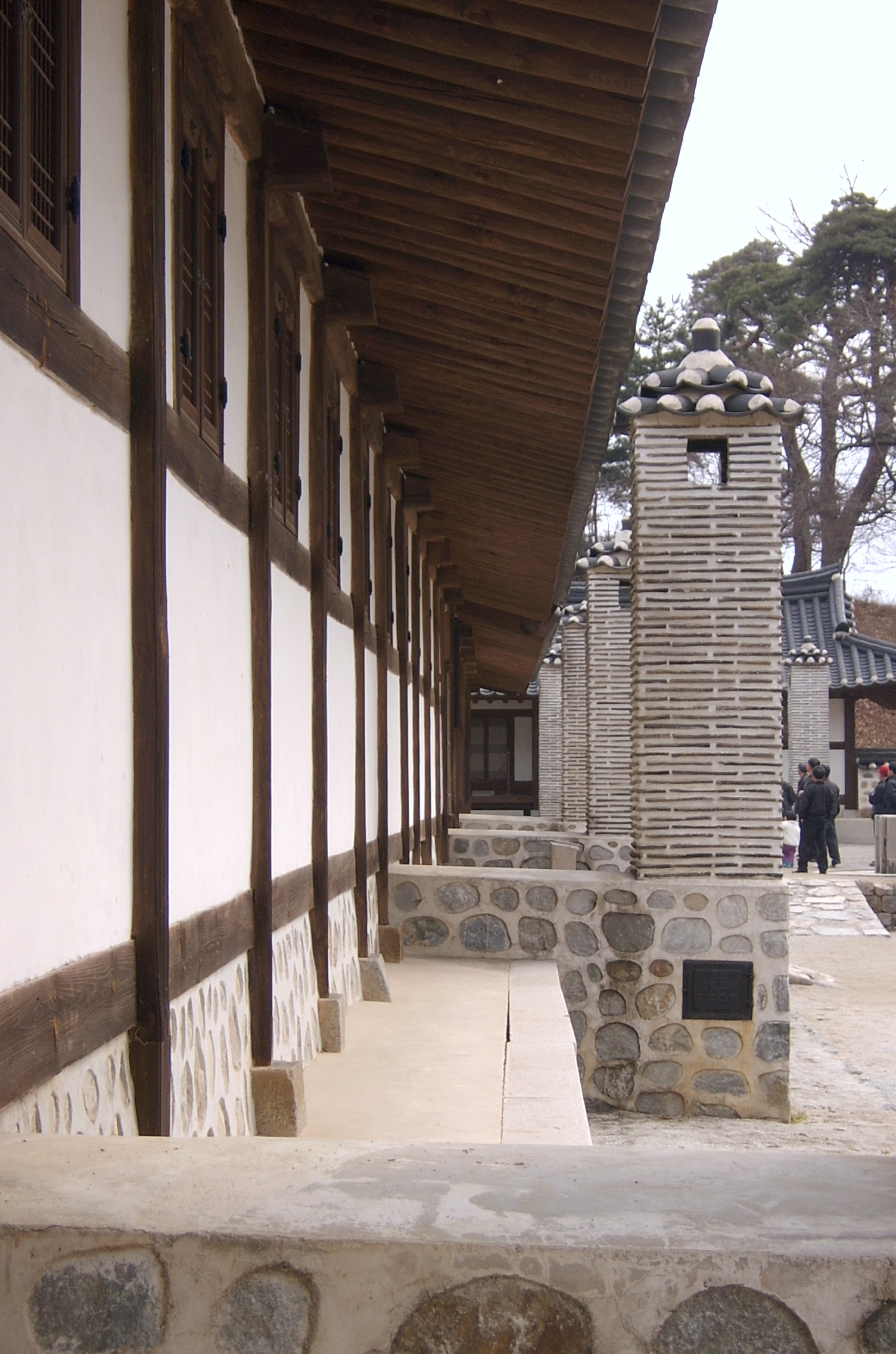
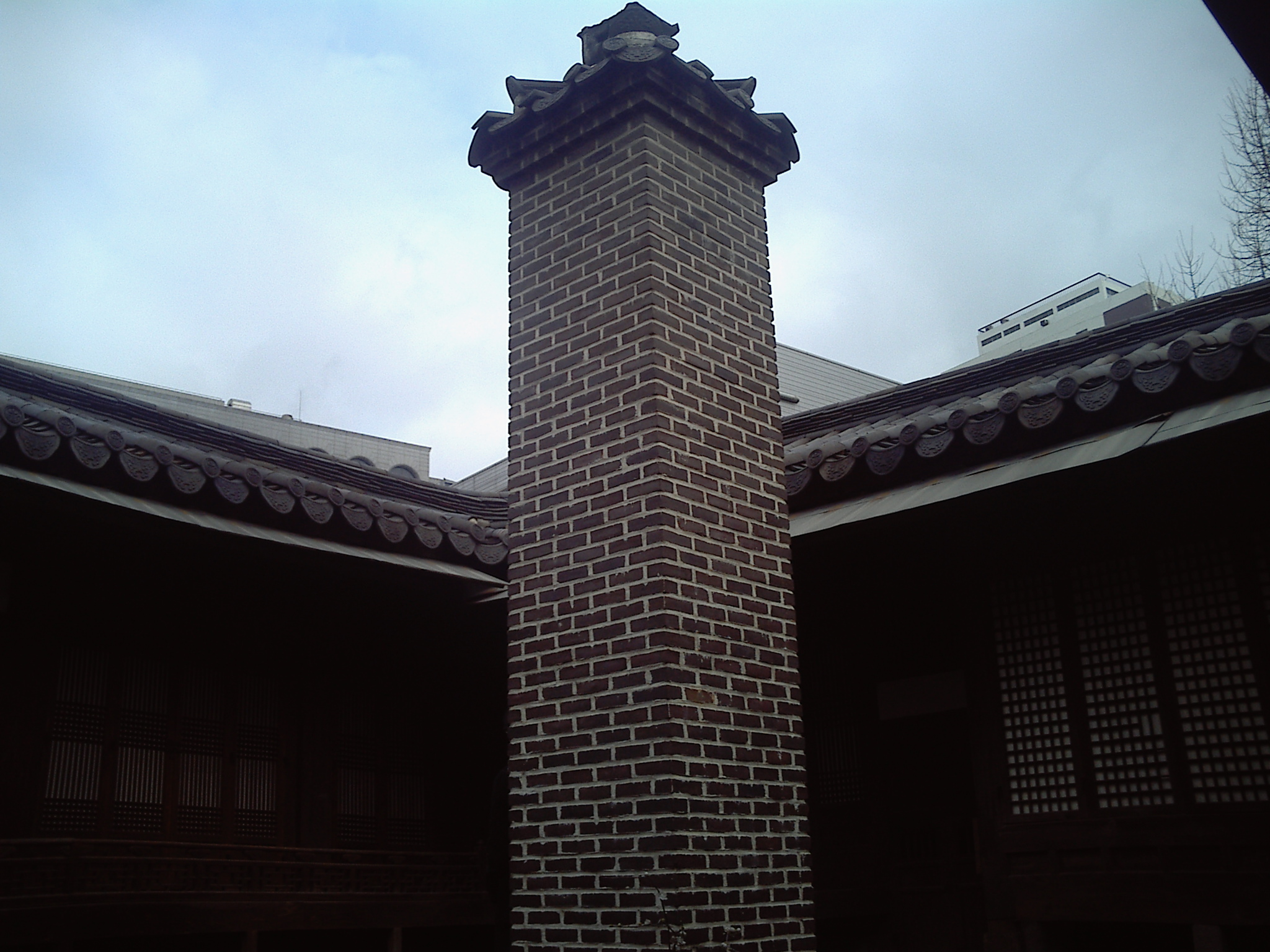
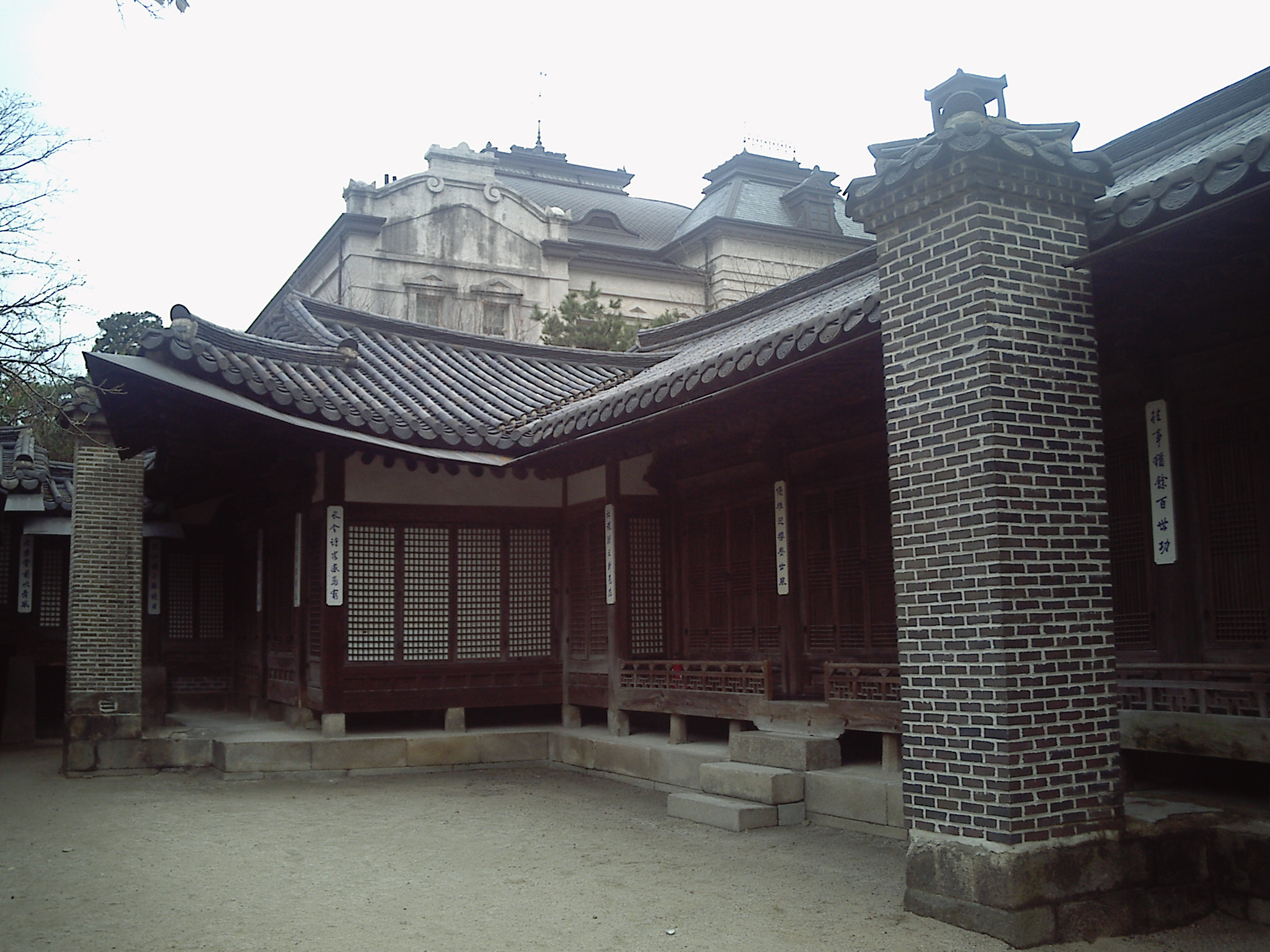